# Coroană norvegiană
Coroană norvegiană este unitatea monetară oficială a Norvegiei. Codul ISO 4217 este NOK. Subdiviziunea reprezintă øre (1 coroană = 100 øre). Monedele coroanei sunt: 50 øre, 1, 5, 10, 20 coroane, iar bancnotele coroanei sunt: 50, 100, 200, 500, 1000 coroane. Prescurtarea este kr.